# Derechos locales
Los Derechos locales o propios fue el sistema jurídico característico de Europa occidental durante el altomedievo, que implicó una diversidad o pluralidad jurídica, representada por una gran cantidad de derechos aplicables en función de la localidad o zona territorial que se tratare dentro de un mismo país.
Este fenómeno se dio en la península ibérica a través de los denominados fueros; en Italia, mediante los consuetudines y los statuta; en Francia, en los pays de droit coutumier mediante los coutumes, charta de franchises (de communes, de consulats o privilèges urbains y, en los pays de droit écrit, a través consuetudines, franchises et coutumes, statuta y leges municipales, además de los ordonnances (de condados y ducados); en Alemania también se verificó con derechos propios de cada ciudad (Stadrechte) o de un condado, ducado o principado.